# Hagerman (Novo México)
Hagerman é uma cidade  localizada no estado americano de Novo México, no Condado de Chaves.

## Demografia
Segundo o censo americano de 2000, a sua população era de 1168 habitantes.
Em 2006, foi estimada uma população de 1174, um aumento de 6 (0.5%).

## Geografia
De acordo com o United States Census Bureau tem uma área de
3,6 km², dos quais 3,6 km² cobertos por terra e 0,0 km² cobertos por água.

## Localidades na vizinhança
O diagrama seguinte representa as localidades num raio de 36 km ao redor de Hagerman.